# Argo (goletta)
L'Argo è stata una goletta della Regia Marina, già della Marina del Regno di Sardegna ed in precedenza della Marina del Granducato di Toscana.

## Storia
Unità di piccole dimensioni verosimilmente costruita in un cantiere toscano, l'Argo aveva scafo in legno ed armamento velico a goletta (alberi di trinchetto e maestra a vele auriche).
Varata nel 1854, la goletta venne comprata a Livorno dalla Marina Granducale di Toscana, che la impiegò in servizi di sorveglianza delle coste e per compiti doganali.
Inviata a Genova dal Governo Provvisorio Toscano, costituitosi nel Granducato dopo la fuga di Leopoldo II, l'Argo vi arrivò il 4 ottobre 1859, e con Regio Decreto del 6 aprile 1860 venne incorporata nel naviglio della Marina del Regno di Sardegna.
In seguito alla nascita della Regia Marina italiana, il 17 marzo 1861 l'unità fu iscritta nel Quadro del Naviglio della nuova forza armata, con la classificazione di goletta (in alcuni documenti la nave risulta però classificata trasporto a vela di III classe).
In disarmo nella darsena di La Spezia il 20 luglio 1861, l'Argo venne di lì a poco spostata nel seno del Varignano, in modo da liberare il posto in darsena per altre navi. Il 29 luglio venne rilevato che la nave non poteva avere altro impiego che quello di nave scuola, e se ne propose la trasformazione per questo utilizzo, ma tale idea rimase lettera morta.
Radiata con Regio Decreto del 7 marzo 1863, la goletta venne ceduta all'Amministrazione dei lavori pubblici, ufficio porti e fari di Genova.